# Petra Wontorra
Petra Wontorra (* 8. April 1959) ist eine deutsche Kommunalpolitikerin (SPD). Sie war von Januar 2015 bis Mai 2023 Landesbeauftragte für Menschen mit Behinderungen in Niedersachsen.

## Biografie
Nach dem Abitur absolvierte Petra Wontorra eine Lehre als Werbekauffrau. Anschließend arbeitete sie als Prokuristin in einer Papier-Weiter-Verarbeitungs-Firma. Sie studierte einige Semester Ökonomie an der Fernuniversität Hagen und war als Assistentin der Geschäftsleitung für Verwaltung und Projektbetreuung im Bürgerhaus Bremen-Oslebshausen zuständig. 
Wontorra hat zwei erwachsene Kinder und ist verwitwet.

## Partei und Politik
Petra Wontorra war von 2011 bis 2015 Mitglied im Stadtteilparlament von Bremen-Gröpelingen. Am 12. Februar 2017 war sie Mitglied der Bundesversammlung zur Wahl des deutschen Bundespräsidenten 2017.